# Atletica leggera ai Giochi della II Olimpiade - Salto in lungo da fermo
La gara del salto in lungo da fermo dei Giochi della II Olimpiade si tenne il 16 luglio 1900 a Parigi, in occasione dei secondi Giochi olimpici dell'era moderna.

## Risultati

### Finale
Ore 16,30.
| Pos.    | Nazione     | Atleta            | Età | Misura  |
| ------- | ----------- | ----------------- | --- | ------- |
| Oro     | Stati Uniti | Ray Ewry          | 27  | 3,30 m  |
| Argento | Stati Uniti | Irving Baxter     | 24  | 3,135 m |
| Bronzo  | Francia     | Émile Torcheboeuf | 24  | 3,03 m  |
| 4º      | Stati Uniti | Lewis Sheldon     | 26  | 3,02 m  |